# Selma Jacobsson
Selma Jacobsson, nata Selma Ida Jacobsson (Stoccolma, 27 gennaio 1841 – Stoccolma, 30 marzo 1899), è stata una fotografa svedese.

## Biografia
Nacque dal commerciante Levi Abraham e da Sally Pohl ed era sorella della cantante lirica Agnes Jacobsson e dell'architetto Ernst Jacobsson. Sposò il linguista e collezionista armeno Norayr de Byzance nel 1881.
Fu una allieva della fotografa Bertha Valerius e, dopo un praticantato a Vienna e a Gand, aprì il proprio studio fotografico a Stoccolma nel 1872 e dopo otto anni rilevò l'atelier della sua maestra, avendo cessato l'attività. Fu una fotografa di successo con clienti sia nella diplomazia che nell'alta società, tanto che nel 1899 fu nominata "Fotografa della corte reale", ma, purtroppo, quello fu anche l'anno della sua morte. Il giornale Idun mostra il suo atelier in prima pagina.

## Galleria d'immagini

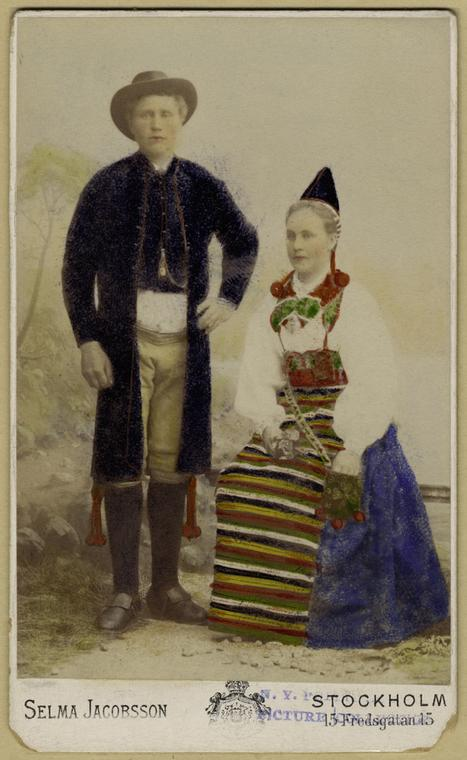
Costumi tradizionali svedesi, 1882
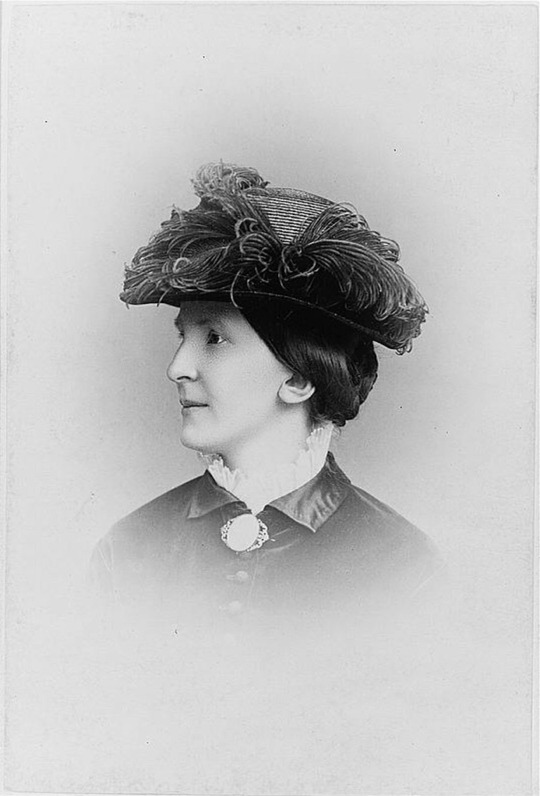
Anna Wilhelmina Hierta Retzius, filantropa e femminista svedese, 1880-90
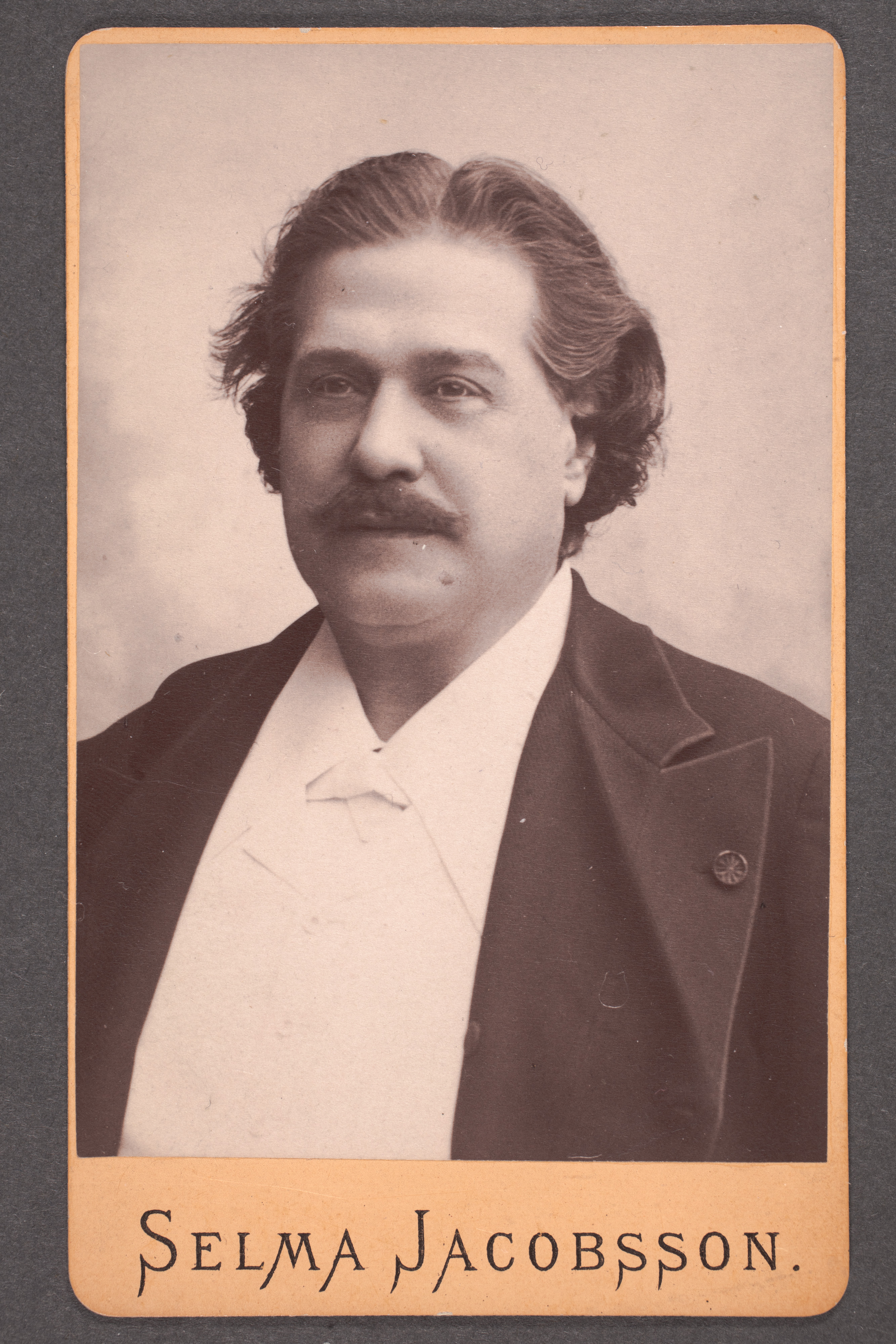
l'attore italiano Ernesto Rossi, 1890
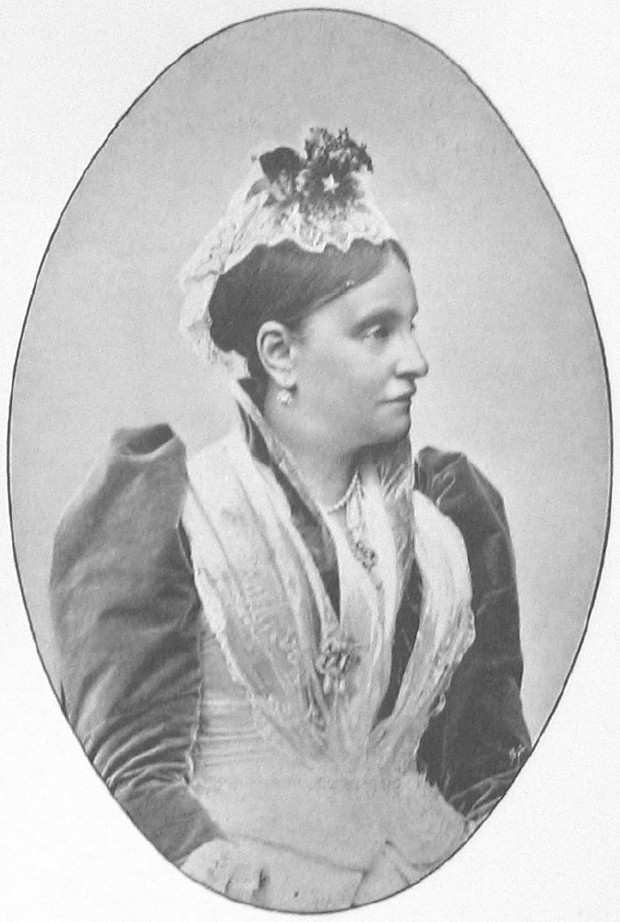
principessa Teresa di Sassonia-Altenburg, data ignota
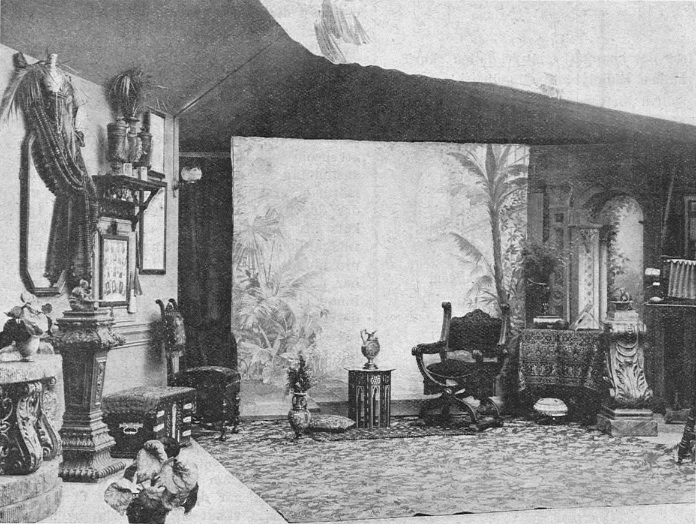
Lo studio fotografico di Selma Jacobsson pubblicato dalla rivista Idun n. 30, 15/4/1899